# Franciszek Smuda
Franciszek Smuda (Archivo de audio "fraɲˈt͡ɕiʂɛk ˈsmuda" no encontrado; Lubomia, Polonia, 22 de junio de 1948 - Cracovia, 18 de agosto de 2024) fue un futbolista y entrenador polaco, también con pasaporte alemán.
Con una dilatada carrera como técnico que abarcó más de cuatro décadas, Smuda empezó a entrenar al VfR Coburg alemán en 1983. Desde entonces, ha sido el director técnico de un gran número de clubes, entre ellos el Altay Spor Kulübü y el Konyaspor de Turquía, el AC Omonia Nicosia de Chipre o el Stal Mielec, el Widzew Łódź, el Wisła Cracovia, el Legia Varsovia, el Zagłębie Lubin y el Lech Poznań de la Ekstraklasa de Polonia. También fue seleccionador nacional de Polonia desde octubre de 2009 hasta junio de 2012.
Se ha proclamado campeón de la primera división polaca en tres ocasiones: en las temporadas 1995-96 y 1996-97 con el Widzew Łódź y en la 1998-99 con el Wisła Cracovia. También se alzó vencedor de la Supercopa de Polonia en 1996 y 2001 con ambos clubes, respectivamente. Su último título fue la Copa de Polonia obtenida con el Lech Poznań en la temporada 2008-09.

## Biografía
Smuda nació en Lubomia, un pueblo situado en la parte occidental del distrito de Wodzisław en la región de Alta Silesia. Era uno de los cuatro hijos de Gerhard y Marta Smuda; su padre trabajaba en el ferrocarril y su madre se encargaba de las labores de la casa. Desde los doce años, trabajó durante las vacaciones en la Granja Agrícola Estatal local. Después de graduarse de la escuela primaria en Lubomia, continuó su educación en la escuela técnica de construcción en Racibórz.
Smuda compaginó sus estudios con el fútbol, jugando durante varios años en las categorías inferiores del Unia Racibórz, ocupando la posición de defensa. Posteriormente fichó por el Odra Wodzisław Śląski, equipo con el que debutó como profesional. En los años siguientes vistió los colores de grandes equipos como el Ruch Chorzów, el Piast Gliwice, el Stal Mielec o el Legia de Varsovia, y llegó a debutar en la Ekstraklasa, la primera división de Polonia. En 1975 se marchó a Estados Unidos, defendiendo la camiseta del Connecticut Bicentennials y dos años más tarde instalándose en California, donde jugó para Los Angeles Aztecs, Oakland Stompers y San Jose Earthquakes. Terminó su carrera futbolística en canchas alemanas.

## Trayectoria como entrenador

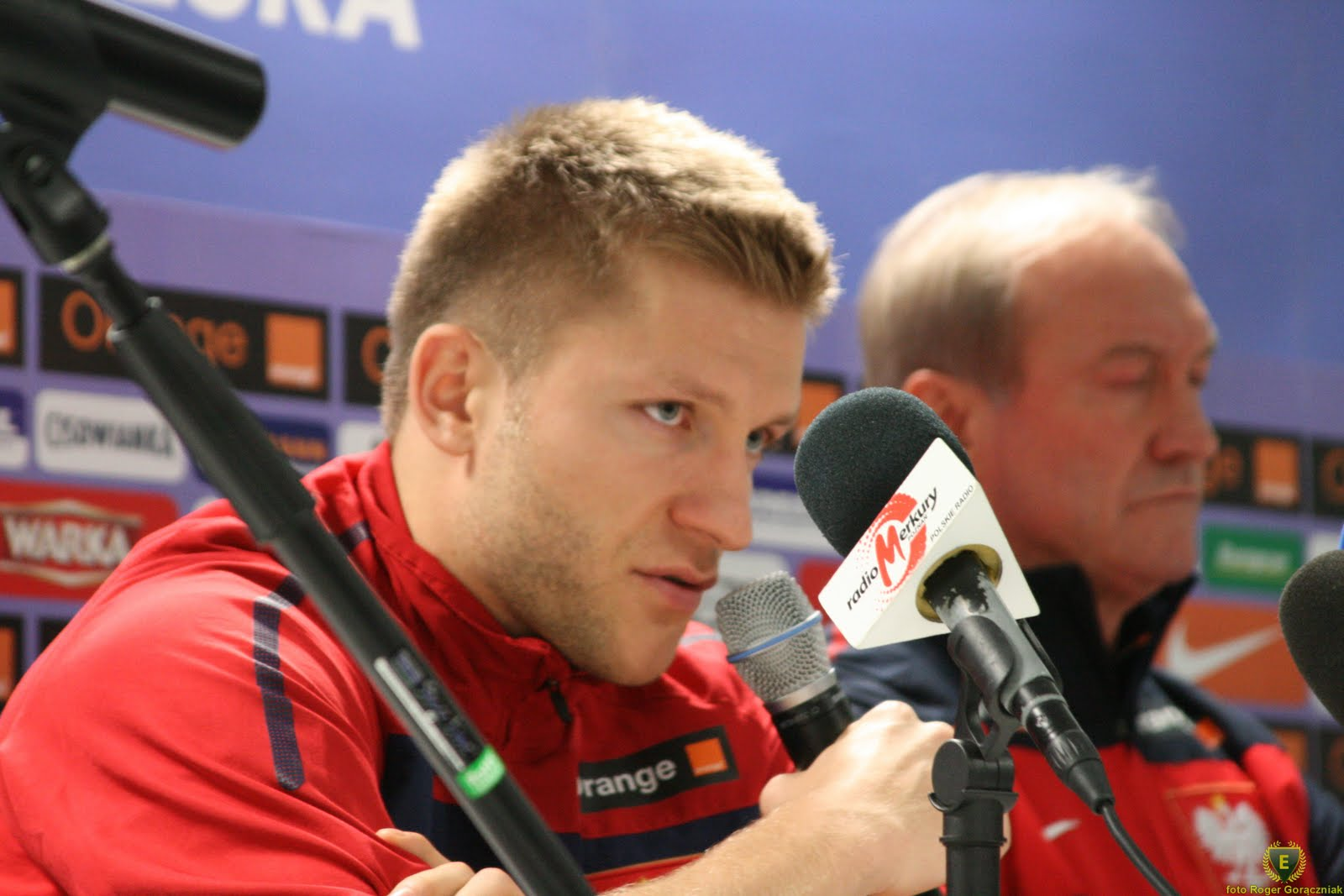
Jakub Błaszczykowski y Franciszek Smuda con la selección polaca en 2010.

Tras el final de su carrera futbolística, se convirtió en entrenador, haciéndose cargo de varios equipos de las ligas inferiores de Alemania. En 1989 se fue a Turquía, donde entrenó a los jugadores del Altay SK y del Konyaspor, para posteriormente regresar a Polonia en 1993, donde se hizo cargo del Stal Mielec. En 1995, se convirtió en el entrenador del Widzew Łódź, con el que ganó dos títulos de liga y la Supercopa, además de lograr que el equipo alcanzase la fase de grupos de la Liga de Campeones de la UEFA 1996-97. Regresó a Widzew como entrenador cuatro veces más, incluso durante la reactivación del club que entonces jugaba en la tercera liga, contribuyendo al ascenso del equipo a la segunda categoría. 
También logró éxitos como entrenador con el Wisła Cracovia, con el que ganó la liga y la Supercopa, y avanzó dos veces a la fase eliminatoria de la Copa de la UEFA. Con el Lech Poznań, con el que alcanzó la copa nacional, la medalla de bronce del Campeonato de Polonia y llegó a los 1/16 de final de la Copa de la UEFA. Otra etapa destacada fue en 2005, cuando dirigió el Zagłębie Lubin, quedando en tercera posición en liga y llegando a la final de Copa. En los años 2009-2012, fue el entrenador de la selección nacional de fútbol de Polonia, siendo el director técnico del equipo nacional en la Eurocopa 2012. El último equipo que tuvo a su cargo fue el Wieczysta Kraków, ayudando a ascender a la III Liga y ganar la copa regional del voivodato de Pequeña Polonia.
A nivel personal, en 1996, 1997, 1999 y 2008 fue elegido Entrenador del Año en Polonia por la revista Piłka nożna y la PZPN. Al año siguiente, en 2009, fue elegido Personalidad del Año en Polonia en la misma ceremonia de premios.

## Muerte
Franciszek Smuda falleció el 18 de agosto de 2024 en el Hospital Universitario de Cracovia, por complicaciones de leucemia. Su hermano a principios del 2024 había sido donador de una médula óseo para su tratamiento.